# 精神科の治療
精神科の治療（せいしんかのちりょう、英語: Psychiatric treatments）は、精神疾患に関する医療であり、世界保健機関 (WHO) は1996年に「精神医療法：10の原則」において、「必要とする全ての人は、基本的精神保健ケアへにアクセスする権利を持つ」、「自己決定権：あらゆる介入は事前に患者からの同意を求めるべきである」との指針を示している。さらにWHOは「患者への処置（治療）や拘束（入院）が長期間に渡る場合には、機械的に定期レビューが実施される制度が存在していなければならない」との方針をも示している。
どのような疾患であっても患者教育は重要である。患者には疾患予防のためのリスクファクターを教育し、健康的なライフスタイルを推奨すべきである。
精神科医数と自殺率は、正の相関関係 (p=0.006) を示しており、より良い精神保健の事業を行っている国は、より高い自殺率を経験している。

## ケアの基本
全ての精神疾患ケアの基本として、WHOガイドラインでは以下が挙げられている。

### 患者教育

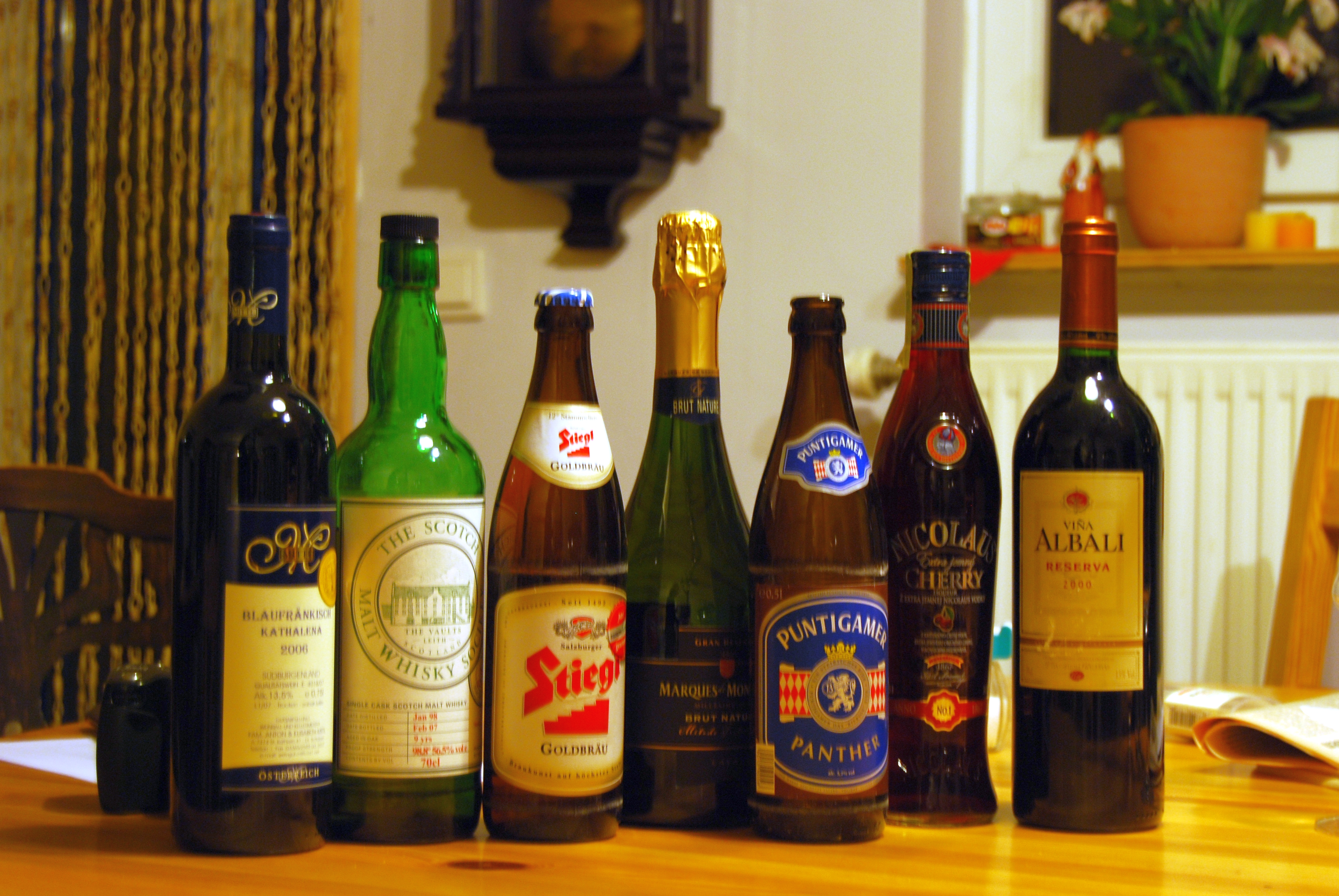
酒類を控える

身体的な健康を保つため、医療者は以下の情報を患者教育すべきである。
- 運動および健康的な食事の重要性[1]。
- アルコールの有害な使用[1]。
- たばこや薬物の使用中止[1]。
- ハイリスク行動についての教育（たとえば無防備なセックス）[1]。
- 一般的な健康診断と、ワクチン接種[1]。
- 人の発達段階（思春期、更年期など）について準備し、必要なサポートを提供する[1]。
- 妊娠年齢の女性には、家族計画について話し合う[1]。

### ストレスコーピング

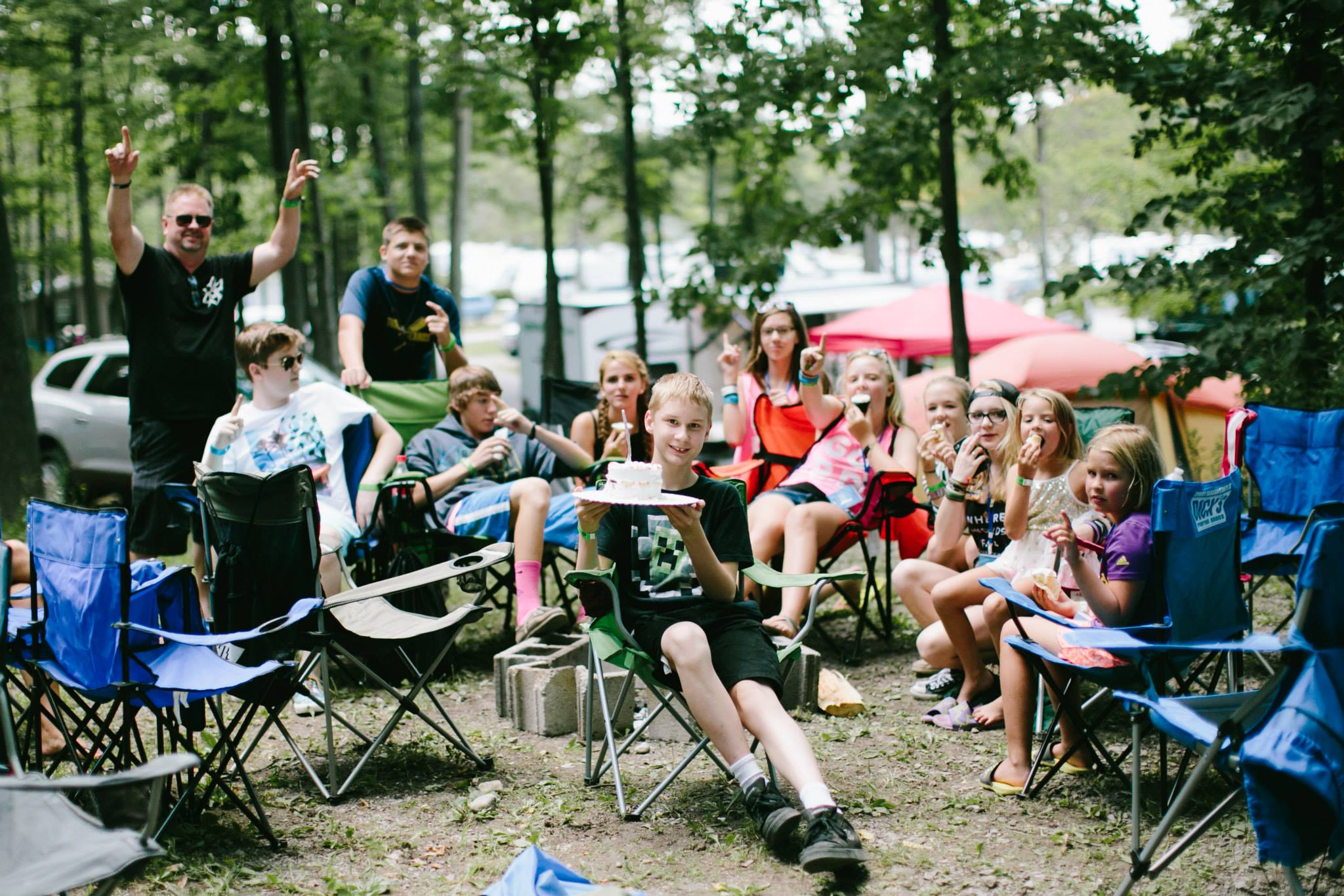
コミュニティ活動

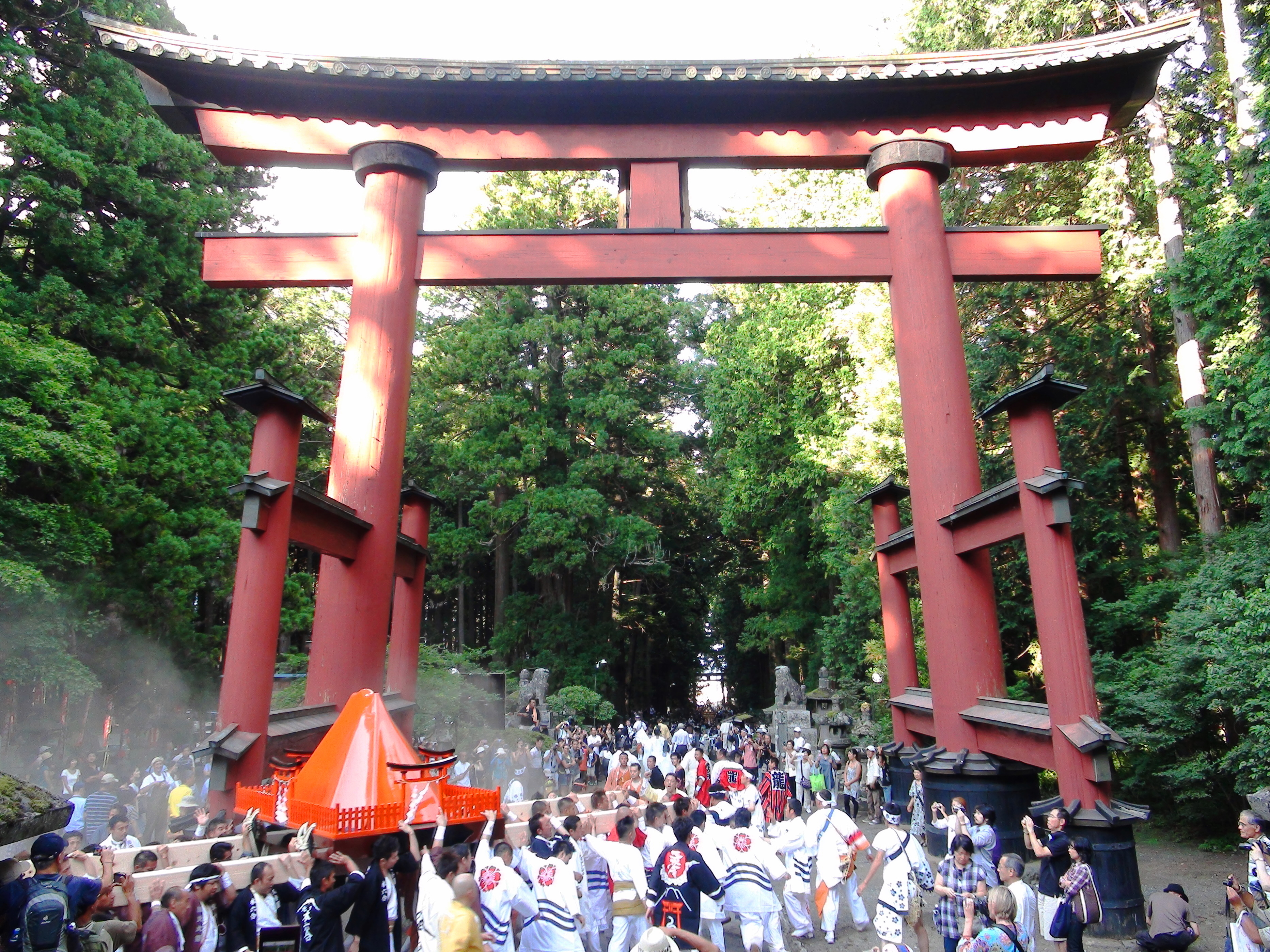
祭りイベントへの参加

ストレスを軽減し、社会的サポートを強化する方法を教育する。
- ストレスを管理することを支援し、たとえば問題解決技法について話し合う[1]。
- ストレス管理技法を教育する（たとえばリラクゼーション法） [1]。
- その人の社会的ネットワークを活性化する[1]。かつての社会的活動をヒアリングし、可能であれば再開する（たとえば家族集会、隣人訪問、コミュニティ活動、宗教活動など）[1]。
- ドメスティックバイオレンス、虐待、ネグレクトの有無を診察し助言する[1]。法的資源も利用できる[1]。

### 健康的な日常活動の促進
- 可能な限り、通常の社会的・教育的・職業的な活動を継続するよう指導する[1]。
- 経済活動への参加を促進する[1]。
- 必要に応じてライフスキルトレーニング、ソーシャルスキルトレーニングを提供する[1]。

## 各種療法
| 予 防          | 1. 全体的 2. 選択的 3. 指示的                                                                                               |
| 治 療 と リ ハ | 1. 症例特定 2. 早期介入 3. 根拠に基づく治療 4. 再発防止 5. 技能訓練 6. 援助付き雇用 7. 認知の改善 8. 包括的ケアマネジメント |

以下の治療法が挙げられている。

### 心理療法（精神療法）
- 指示的精神療法
- 力動的精神療法 - 遊戯療法、箱庭療法など
- 森田療法
- 行動療法 - 古典的条件付け、脱感作技法、嫌悪療法、バイオフィードバック療法など
- 認知療法 - 認知行動療法 (CBT)、弁証法的行動療法 (DBT) など
- 催眠療法
- 自律訓練法
- カウンセリング - 一般に精神科領域で使われることは少ない
- 芸術療法
- 集団精神療法 - サイコドラマなど
- 家族療法

### 心理社会的療法
- Optimal Treatment Project (OTP) - 統合型地域精神科治療プログラム
- オープン・ダイアローグ・アプローチ（ODA）
- ACT（包括型地域生活支援プログラム）- Assertive Community Treatment[6]
- ソーシャルスキルトレーニング (SST)
- 生活療法
- 集団療法 - 自助グループなど
- ケアマネジメント - アクセプタンス&コミットメント・セラピー (ACT) など

#### 心理社会的治療施設
ハーフウェイハウス、治療共同体、社会復帰病棟など、SSTなどの心理社会的療法を行いながら生活する施設が存在する。デイケアとして通院治療も存在する。

### その他の身体的療法
- 電気痙攣療法（ECT）
- 光療法
- 脳深部刺激療法
- 経頭蓋磁気刺激法

## 治療の歴史

### ロボトミー
1935年、ポルトガルの神経科医エガス・モニスがリスボンのサンタマルタ病院で外科医のペドロ・アルメイダ・リマ（Pedro Almeida Lima）と組んで、初めてヒトにおいて前頭葉切裁術（前頭葉を脳のその他の部分から切り離す手術）を行った。日本でも多く行われその医師が脚光を浴びるという状況まで生じたが、人権的に大問題であったことは今日では異論の余地がなく、その再検証が求められている。

### ショック療法
一部の医師は、てんかん患者が統合失調症（旧・精神分裂病）になることは、殆ど無いとの経験則を引き合いに出している。したがって、精神科の治療として、どれだけ正当性があるものなのか、今日でも議論が必要である。1933年にマンフレート・ザーケル (Manfred Sakel) 提唱したインスリン・ショック療法、1938年開発のウーゴ・チェルレッティとルシオ・ビニによる電気痙攣療法など。

### 薬物療法
精神医療分野においての薬物療法は日本の浄土真宗系寺院では漢方薬を用いていた。
1930年代は治療にアンフェタミンが使われていたが、フランス海軍外科医、生化学者のアンリ・ラボリ（Henri Laborit）の薬理作用に関する初めての論文を元に、1952年、フランスのパリ大学医学部サンタンヌ病院（Hospital Sainte Anne）の精神科医ジャン・ドレー (Jean Delay) とピエール・ドニカー (Pierre Deniker) が1950年、フランスの製薬会社ローヌ・プーラン社（Rhône-Poulenc、現サノフィ（Sanofi)）が開発したフェノチアジン系抗ヒスタミン剤「クロルプロマジン」の統合失調症に対する治療効果を初めて正しく評価し、精神病に対する精神科薬物療法の時代が幕を開けた。これを通称「化学的ロボトミー」と言っている。1957年、ベルギーの薬理学者パウル・ヤンセン (Paul Janssen) がクロルプロマジンより優れたハロペリドールを開発。同年、スイスの精神科医ローラント・クーンによってイミプラミンが、精神賦活作用を有することが見いだされ、うつ病の薬物療法への道が開かれた。1984年、非定型抗精神病薬のリスペリドンが開発され、ハロペリドールから転換する。しかしこの転換や財団法人全国精神障害者家族会連合会（全家連）が社団法人日本精神神経学会に働きかけ、1993年（平成5年）精神分裂病から統合失調症へ変更への動きなどの環境変化が起きたころから不適切な診断や処方が出始めたとの意見がある。精神科医のローレン・モーシャーは1998年に「精神医学は製薬会社に買収された状態」であると告発している。今日統合失調症の治療において、薬物治療が中心的であり、重要であることには異論の余地はない。その結果長期の入院の必要性も著しく低下した。しかし、2007年、日本では中枢神経刺激薬、メチルフェニデートの不適切処方が表面化、この成分を含む薬剤に対して医師や薬局の登録制による流通規制が加わることになった。薬物療法によってクオリティ・オブ・ライフを向上させるところか低下させる問題が出てきた。
2011年には、欧州精神薬理学会によって新しい治療法が危機に瀕しているとの見解が示され、2014年に、国際神経精神薬理学会 (CINP) が、薬の多くは根本的治療には程遠く効果と副作用に問題があるため、各国政府に対して革新的な創薬ができるように呼びかけた。